# Stephanie Niznik
Stephanie Lynne Niznik (* 20. Mai 1967 in Bangor, Maine; † 23. Juni 2019 in Encino, Kalifornien) war eine US-amerikanische Schauspielerin.

## Leben und Karriere
Stephanie Niznik absolvierte die Duke University in North Carolina. Sie debütierte 1994 in der Komödie Undercover Cops, in der sie neben Dan Aykroyd und Hector Elizondo zu sehen war. Im Horrorfilm Spiders II: Breeding Ground spielte sie die Hauptrolle „Alexandra“. In der US-amerikanischen Fernsehserie Everwood war sie neben Treat Williams in der weiblichen Hauptrolle der „Nina Feeney“ zu sehen. In Das große Inferno spielte sie die „Erika“. Bis zuletzt im Jahr 2009 war sie in 39 Film- und Fernsehproduktionen zu sehen.
Zusammen mit Schauspielkollege Richard Grieco lebte Niznik in Los Angeles.
Neben ihrer Schauspielkarriere engagierte sich Stephanie Niznik ehrenamtlich für Hunger-, Kinder- und Tierrettungsorganisationen und arbeitete seit 2008 auch mit Four Winds Heart-Centered Healing zusammen, wo sie einer der Mitgründer war.

## Filmografie (Auswahl)
- 1994: Undercover Cops (Exit to Eden)
- 1995: Vanishing Son – Sohn der untergehenden Sonne (Vanishing Son, Fernsehserie, 13 Folgen)
- 1995: Renegade – Gnadenlose Jagd (Renegade, Fernsehserie, 1 Folge)
- 1995: Mord ist ihr Hobby (Murder, She Wrote, Fernsehserie, 1 Folge)
- 1996: The Twilight of the Golds
- 1996: Hilfe, ich komm’ in den Himmel (Dear God)
- 1996: Der Sentinel – Im Auge des Jägers (The Sentinel, Fernsehserie, 1 Folge)
- 1996: Apollo 11 – Die erste Mondlandung (Apollo 11, Fernsehfilm)
- 1997: Dr. Quinn – Ärztin aus Leidenschaft (Dr. Quinn, Medicine Woman, Fernsehserie, eine Folge)
- 1997: Sliders – Das Tor in eine fremde Dimension (Sliders, Fernsehserie, 1 Folge)
- 1997: JAG – Im Auftrag der Ehre (JAG, Fernsehserie, 1 Folge)
- 1997: The Guardian (Fernsehfilm)
- 1997/1999: Viper (Fernsehserie, zwei Folgen)
- 1998: Mr. Murder – Er wird dich finden … (Mr. Murder, Fernsehfilm)
- 1998: L.A. Doctors (Fernsehserie, 1 Folge)
- 1998: Emma’s Wish (Fernsehfilm)
- 1998: Memorial Day
- 1998–2000: Diagnose: Mord (Diagnosis Murder, Fernsehserie, 5 Folgen)
- 1999: Profiler (Fernsehserie, 3-02 Im neunten Monat als ‚Susan Moss‘)
- 1998: Das große Inferno (Inferno, Fernsehfilm)
- 1998: Star Trek: Der Aufstand (Star Trek: Insurrection)
- 1999: Kismet (Kurzfilm)
- 1999: Nash Bridges (Fernsehserie, 1 Folge)
- 1999: Überall, nur nicht hier (Anywhere But Here)
- 1999: Frauenpower (Family Law, Fernsehserie, 1 Folge)
- 2001: Spiders 2 (Spiders II: Breeding Ground)
- 2001: Torus – Das Geheimnis aus einer anderen Welt (Epoch, Fernsehfilm)
- 2001: Beyond the City Limits
- 2002: Star Trek: Enterprise (Enterprise, Fernsehserie, eine Folge)
- 2002–2006: Everwood (Fernsehserie, 82 Folgen)
- 2007: Grey’s Anatomy: Die jungen Ärzte (Grey's Anatomy, Fernsehserie, 2 Folgen)
- 2007: Traveler (Fernsehserie, 1 Folge)
- 2007–2008: Life is Wild (Fernsehserie, 13 Folgen)
- 2008: CSI: Miami (Fernsehserie, 1 Folge)
- 2008: Eli Stone (Fernsehserie, 1 Folge)
- 2009: Navy CIS (NCIS: Naval Criminal Investigative Service, Fernsehserie, 1 Folge)
- 2009: Lost (Fernsehserie, 1 Folge)
- 2009: The Twenty